# Dmitry Grigoryevich Pavlov
Dmitry Grigoryevich Pavlov (tiếng Nga: Дми́трий Григо́рьевич Па́влов; 1897-1941) là một Đại tướng Liên Xô trong giai đoạn đầu của Chiến tranh Vệ quốc vĩ đại. Ông từng được phong danh hiệu Anh hùng Liên Xô năm 1937. Tháng 6/1941, do chỉ huy kém, ông bị quy trách nhiệm chính trong thất bại nặng nề của Hồng quân Liên Xô tại Phương diện quân Tây khi chiến tranh nổ ra. Ngày 22 tháng 7 năm 1941, Tòa án Quân sự cấp cao Liên Xô đã kết án tử hình ông "vì hèn nhát, bỏ trái phép các điểm chiến lược mà không có sự cho phép của bộ chỉ huy cấp cao, mất khả năng chỉ huy và kiểm soát hành động". Ông được chôn cất tại sân tập NKVD gần Moskva. Mãi đến năm 1957, ông mới được phục hồi danh dự và quân hàm.

## Cuộc đời và sự nghiệp
Dmitry Grigoryevich Pavlov sinh ngày 4 tháng 11 năm 1897, trong một gia đình nông dân tại làng Vonyukh, nay là Pavlovo, huyện Kologrivsky, tỉnh Kostroma, Liên bang Nga ngày nay. Thuở nhỏ, ông được đi học và từng thi đỗ lớp 4 của một trường thể dục với tư cách là học sinh ngoại trú.
Khi Thế chiến thứ nhất nổ ra, ông tình nguyện nhập ngũ phục vụ trong Quân đội Đế quốc Nga. Từ năm 1914, ông tham chiến lần lượt trong các Trung đoàn bộ binh Serpukhov 120, Trung đoàn kỵ binh số 5 Alexandria, Trung đoàn bộ binh 20, Trung đoàn dự bị 202, được thăng đến cấp bậc Hạ sĩ quan cấp cao (старший унтер-офицер). Tháng 6 năm 1916, ông bị thương và bị quân Đức bắt làm tù binh trong trận Kovel trên sông Stokhod. Trong thời gian bị giam cầm, ông làm việc tại các mỏ ở Đức.
Được thả sau khi chiến tranh kết thúc vào tháng 1 năm 1919, ông trở về quê hương và làm việc tại nhà với cha mình, sau đó làm việc trogn cơ quan hành chính của huyện Kologrivsky. Nội chiến nổ ra, ông được động viên vào Hồng quân ngày 25 tháng 8 năm 1919 với tư cách một cưu binh.
Chỉ sau 3 tháng, ông được cử đi học và tốt nghiệp khóa chỉ huy ở Kostroma năm 1920. Trong vòng nửa năm, ông nhanh chóng thăng tiến từ chức vụ chỉ huy trung đội lên chỉ huy tiểu đoàn kỵ binh thuộc Sư đoàn kỵ binh Cossack số 8. Từ tháng 10 năm 1920, ông là thanh tra kỵ binh Tập đoàn quân 13, từ tháng 12 năm 1920 - thanh tra kỵ binh Mặt trận phía Nam. Ông đã chiến đấu trên mặt trận Tây Nam và Nam và gia nhập Đảng Cộng sản (Bolshevik) Nga từ năm 1919.
Năm 1922, ông tốt nghiệp Trường Bộ binh Omsk số 24 mang tên Quốc tế Cộng sản. Từ tháng 4 năm 1922, ông chỉ huy trung đoàn kỵ binh thuộc Sư đoàn kỵ binh số 10 (trung đoàn đóng tại Semipalatinsk). Từ tháng 6 năm 1922, ông là trợ lý chỉ huy Trung đoàn kỵ binh 56 thuộc Lữ đoàn kỵ binh độc lập Altai số 6, chỉ huy các hoạt động quân sự tích cực chống lại biệt đội vũ trang chống Liên Xô của A.A. Salnikov và A.P. Kaigorodov ở huyện Barnaul.
Đầu năm 1923, cùng với lữ đoàn của mình, ông chuyển đến Mặt trận Turkestan. Từ tháng 2 năm 1923, với tư cách chỉ huy một phân đội chiến đấu, ông đã chiến đấu chống lại phân đội Basmachi của Kurbashi Turdybai ở vùng Khojent, và từ tháng 8 năm 1923 tại Đông Bukhara, ông chỉ huy trung đoàn kỵ binh 77 trong các trận chiến chống lại phân đội Ibrahim-bek, Ala-Nazar, Barot, Hodman, Hadji Ali. Từ tháng 6 năm 1924, ông là trợ lý chỉ huy đơn vị súng trường thuộc Trung đoàn 48 Kỵ binh, từ tháng 10 cùng năm, ông giữ chức vụ tương tự ở Trung đoàn 47 Kỵ binh.
Tháng 10 năm 1925, ông được cử theo học tại Học viện Quân sự Frunze và tốt nghiệp tháng 6 năm 1928. Sau khi tốt nghiệp, ông được bổ nhiệm làm chỉ huy và chính ủy Trung đoàn kỵ binh 75 thuộc Lữ đoàn kỵ binh độc lập Kuban số 5, do Konstantin Rokossovsky chỉ huy, đóng ở Ngoại Baikal. Tại đây, ông đã có những thành tích nổi bật trong cuộc xung đột trên Tuyến đường sắt phía Đông Trung Quốc, đặc biệt với trận tập kích vào sâu hậu phương của Trung Quốc và đánh bại nhóm kẻ thù vượt trội về số lượng vào tháng 11 năm 1929.
Tháng 3 năm 1930, ông được triệu hồi về Moskva và được cử đi học khóa nâng cao kỹ thuật cho cán bộ chỉ huy tại Học viện Kỹ thuật Quân sự. Từ tháng 3 năm 1931, ông tốt nghiệp và được bổ nhiệm làm chỉ huy Trung đoàn cơ giới số 6 (Gomel), từ tháng 2 năm 1934 - chỉ huy kiêm chính ủy Lữ đoàn cơ giới số 4 (Bobruisk) trong Quân khu Belarus. Lữ đoàn dưới sự chỉ huy của ông đã trở thành một trong những đơn vị cơ giới hóa tốt nhất trong Hồng quân và hoạt động tốt tại Cuộc diễn tập Lớn Kiev năm 1935. Vì thành tích huấn luyện chiến đấu xuất sắc năm 1936, Lữ đoàn trưởng Pavlov đã được tặng thưởng Huân chương Lênin.
Là một trong những cố vấn quân sự của Liên Xô, vào năm 1936–37, ông tham gia vào cuộc Nội chiến Tây Ban Nha thuộc phe Cộng hòa (sử dụng tên du kích Pablo) và chỉ huy một lữ đoàn xe tăng Liên Xô, nhờ đó ông được phong là Anh hùng Liên Xô. Sau khi trở về Liên Xô, ông được bổ nhiệm làm Cục trưởng Cục Xe tăng và Xe thiết giáp của Hồng quân, điều này đã mang lại cho ông điều kiện đáng kể trong việc ảnh hưởng đến sự phát triển của lực lượng tăng thiết giáp. Đặc biệt, ông nhấn mạnh rằng xe tăng nên được chuyển sang vai trò hỗ trợ bộ binh chứ không phải là tấn công đột phá, sau này người ta nhận ra nó là sai lầm. Ông đã tham gia vào Chiến tranh Mùa đông, cũng như các cuộc đụng độ biên giới với Nhật Bản.
Trong Nội chiến Tây Ban Nha , từ tháng 10 năm 1936 đến tháng 6 năm 1937 , ông chiến đấu về phía chính phủ Cộng hòa trong số các tình nguyện viên Liên Xô, và là chỉ huy một lữ đoàn xe tăng dưới bút danh "Pablo". Trong một số chiến dịch, ông chỉ huy các nhóm xe tăng tổng hợp lớn. Ông đặc biệt nổi bật khi đẩy lùi cuộc đột phá mặt trận gần thành phố Majadahonda (tháng 1 năm 1937), trong chiến dịch Harama (tháng 2 năm 1937) và trong chiến dịch Guadalajara (tháng 3 năm 1937). Trong trận Jarama, ông đã được chính phủ Cộng hòa trao tặng Huân chương Quân sự Tây Ban Nha [ cái nào? ] vào tháng 7 năm 1937
Năm 1940, Pavlov trở thành chỉ huy của Quân khu đặc biệt phía Tây (Belorussia). Ngày 22 tháng 2 năm 1941, ông được thăng quân hàm Đại tướng, trở thành người thứ 5 nhận quân hàm mới này, chỉ kém quân hàm Nguyên soái Liên Xô.
Vào đêm ngày 21 tháng 6 năm 1941, ngay trước khi Đức Quốc xã mở màn Chiến dịch Barbarossa, Moskva đã gửi chỉ thị tới tất cả các hội đồng quân sự ở các quân khu phía Tây để báo động khẩn về việc quân Đức chuẩn bị xâm lược. Lúc này, Pavlov đang xem một vở hài kịch ở Kiev, và ông đã ngồi xem hết vở hài kịch, làm lãng phí thời gian báo động quý giá. Đây bị xem là một lỗi lầm chết người trong mắt bộ tổng chỉ huy ở Moskva. Trong những ngày đầu tiên của Chiến dịch Barbarossa, một phần bởi sự chỉ huy kém hiệu quả của ông, Phương diện quân Tây (được chuyển đổi từ Quân khu đặc biệt phía Tây), đã phải chịu thất bại thảm hại trong Trận Białystok–Minsk. Chỉ mấy ngày sau, Pavlov bị cách chức, bị thay thế bằng tướng Andrey Yeryomenko (và một lần nữa bởi Semyon Timoshenko), bị bắt và bị buộc tội phản quốc. Ông là chỉ huy duy nhất bị bắt của bất kỳ mặt trận nào của Liên Xô trong Chiến dịch Barbarossa.
Pavlov và các cấp phó của ông cuối cùng bị tuyên án tử hình, nhưng vẫn được giữ lại một chút danh dự quân nhân khi bị kết án "không thực hiện nhiệm vụ" chứ không phải là "phản quốc" như cáo trạng ban đầu. Ngày 22 tháng 7 năm 1941, ngay tại ngày bản án được tuyên, tài sản của Pavlov bị tịch thu, và ông bị NKVD tước quân hàm, xử bắn và chôn tại một sân tập NKVD gần Moskva.

## Lược sử quân hàm
- Lữ đoàn trưởng (Комбриг; 26.11.1935)[2]
- Quân đoàn trưởng (Комкор, vượt cấp; 20.06.1937)[3]
- Tư lệnh Tập đoàn quân bậc 2 (Командарм 2-го ранга; 27.03.1940)[4]
- Thượng tướng xe tăng (Генерал-полковник танковых войск; 04.06.1940)[5]
- Đại tướng (Генерал армии; 22.02.1941)[6]